# مهارکننده

ولتاژ فاقد dc مثبت، به صورت عمودی شکل موج ورودی را مهار می‌کند به طوری که تمام قسمت‌های آن تقریباً بیشتر از ۰ ولت باشد. توجه داشته باشید که نوسان منفی خروجی از حدود ۰_{/}۶- پایین‌تر نخواهد رفت، با فرض یک دیود سیلیکون pn.

مهارکننده (به انگلیسی: clamper) یک مدار الکترونیکی است که با جابجایی مقدار DC آن، سیر بیشینه مثبت یا منفی یک سیگنال را به یک مقدار تعریف شده تثبیت می‌کند. مهارکننده قله-تا-قله سیگنال را محدود نمی‌کند، کل سیگنال را به سمت بالا یا پایین حرکت می‌دهد تا قله‌ها را در سطح مرجع قرار دهد. مهارکننده دیودی (یک نوع ساده و معمولی) از یک دیود تشکیل شده‌است که جریان الکتریکی را تنها در یک جهت هدایت می‌کند و از سیگنال بالاتر از مقدار مرجع جلوگیری می‌کند. و یک خازن که یک آفست DC را از شارژ ذخیره شده فراهم می‌کند. خازن یک ثابت زمانی را با مقاومت بار تشکیل می‌دهد، که محدوده فرکانس‌هایی را که مهارکننده روی آن مؤثر است، تعیین می‌کند.

## عملکرد کلی
یک مدار مهارکننده (همچنین به عنوان جهش نیز شناخته می‌شود) قسمت بالایی یا پایینی یک شکل موج را به یک ولتاژ ثابت DC متصل می‌کند. این مدارها همچنین به عنوان بازدارنده ولتاژ DC شناخته می‌شوند. مهارکننده‌ها را می‌توان در هر دو قطب مثبت و منفی ساخت. در صورت بدون بایاس بودن، مدارهای مهارکننده، حد پایینی ولتاژ (یا حد بالایی، در مورد مهارکننده‌های منفی) را تا ۰ ولت مستقر می‌کنند. این مدارها قلهٔ یک موج را به یک سطح DC خاص در مقایسه با یک سیگنال با تزویج خازنی مهار می‌کنند، که در حدود متوسط سطح DC آن نوسان می‌کند.

## مهارکننده برای محافظت از ورودی
مهارکننده می‌تواند برای انطباق یک سیگنال ورودی با دستگاهی استفاده می‌شود که نتواند از محدوده سیگنال ورودی اصلی استفاده کند یا ممکن است آسیب ببیند.

## مطالعه بیشتر
- R. M. Marston (1991). Diode, Transistor & Fet Circuits Manual. Newness. pp. 13–17. ISBN 978-1-4831-3540-3.
- Rectifier Applications Handbook HB214/D Rev. 2. ON Semiconductor. Nov 2001. pp. 160–161.
- J. A. Coekin (1975). High-Speed Pulse Techniques. Pergamon. pp. 60–64. ISBN 978-1-4831-0548-2.